# Condado de Misisipi (Arkansas)
El condado de Misisipi (en inglés: Mississippi County) es un condado en el estado estadounidense de Arkansas. En el censo de 2000 el condado tenía una población de 51 979 habitantes. Tiene dos sedes de condado: Blytheville y Osceola. Fue fundado el 1 de noviembre de 1833 y fue nombrado en honor al río Misisipi, el cual se encuentra al este del condado. El condado es parte del área micropolitana de Blytheville.

## Geografía
Según la Oficina del Censo, el condado tiene un área total de 2382 km² (920 sq mi), de la cual 2326 km² (898 sq mi) es tierra y 56 km² (21 sq mi) (2,34%) es agua.

### Condados adyacentes
- Condado de Dunklin, Misuri (noroeste)
- Condado de Pemiscot, Misuri (norte)
- Condado de Dyer, Tennessee (noreste)
- Condado de Lauderdale, Tennessee (este)
- Condado de Tipton, Tennessee (sureste)
- Condado de Crittenden (sur)
- Condado de Poinsett (suroeste)
- Condado de Craighead (oeste)

## Áreas protegidas nacionales
- Big Lake National Wildlife Refuge

## Autopistas importantes
- Interestatal 55
- U.S. Route 61
- Ruta Estatal de Arkansas 14
- Ruta Estatal de Arkansas 18
- Ruta Estatal de Arkansas 77

## Demografía
En el  censo de 2000, hubo 51 979 personas, 19 349 hogares, y 13 911 familias residiendo en el condado. La densidad poblacional era de 58 personas por milla cuadrada (22/km²). En el 2000 había 22 310 unidades unifamiliares en una densidad de 25 por milla cuadrada (10/km²). La demografía del condado era de 64,45% blancos, 32,70% afroamericanos, 0,26% amerindios, 0,38% asiáticos, 0,03% isleños del Pacífico, 1,07% de otras razas y 1,12% de dos o más razas. 2,25% de la población era de origen hispano o latino de cualquier raza. 
La renta promedio para un hogar del condado era de $27 479 y el ingreso promedio para una familia era de $32 648. En 2000 los hombres tenían un ingreso per cápita de $29 645 versus $19 782 para las mujeres. La renta per cápita para el condado era de $13 978 y el 23,00% de la población estaba bajo el umbral de pobreza nacional.

## Ciudades y pueblos
| - Bassett - Birdsong - Blytheville - Burdette - Dell | - Dyess - Etowah - Gosnell - Joiner | - Keiser - Leachville - Luxora - Manila | - Marie - Osceola - Victoria - Wilson |